# Elecciones provinciales de Argentina de 1983
Las elecciones provinciales de Argentina de 1983 tuvieron lugar el 30 de octubre del mencionado año con el objetivo de restaurar las instituciones democráticas constitucionales y autónomas de las provincias de Argentina después de casi ocho años de la dictadura militar autodenominada Proceso de Reorganización Nacional.
Debido al sistema de gobierno federal que tiene Argentina, que convierte a las provincias en estados autogobernados con todos los poderes que la Constitución Nacional les delegue, no todas las provincias emplearon el mismo sistema electoral. Mientras que todos los gobernadores tendrían mandatos de cuatro años, siete provincias tenían legislaturas bicamerales y quince unicamerales. De estas legislaturas, algunas provincias empleaban sistemas escalonados para ambas cámaras o para una sola de ellas, por lo que algunos de los legisladores electos ejercerían solo la mitad de un mandato completo hasta que se hiciera una renovación en 1985. La Capital Federal y el Territorio nacional de la Tierra del Fuego, Antártida e Islas del Atlántico Sur todavía no tenían gobiernos autónomos, pero se realizaron elecciones para poderes legislativos con algunos poderes de representación delegada.
Mientras que en las elecciones presidenciales y legislativas se impuso por amplio margen la Unión Cívica Radical (UCR), marcando su primera victoria sobre el Partido Justicialista (PJ), este último obtuvo la victoria al lograr obtener doce de los veintidós gobiernos provinciales contra siete de la UCR y tres por parte de partidos provinciales, siendo estas últimas Corrientes (Pacto Autonomista - Liberal), Neuquén (Movimiento Popular Neuquino), y San Juan (Partido Bloquista). La UCR obtuvo la mayoría de los escaños en el poder legislativo de Tierra del Fuego y en el Concejo Deliberante de la Capital Federal. A pesar de que el PJ logró la mayoría de las gobernaciones, la UCR obtuvo el control de la crucial provincia de Buenos Aires, y junto con ellas tres de las cuatro provincias más pobladas (Buenos Aires, Córdoba, y Mendoza) estaban bajo el control del radicalismo. De estas cuatro provincias, el PJ obtuvo la gobernación de la provincia de Santa Fe, que fue la única en la que hubo acusaciones serias de fraude electoral, aunque las mismas fueron retiradas antes de noviembre. La victoria provincial concedió al justicialismo la mayoría simple en el Senado, entonces designado por los legisladores provinciales.
Los comicios de 1983, que iniciaron en Argentina el período más largo de constitucionalidad democrática, abrieron en las provincias algunas hegemonías políticas presentes hasta la actualidad. Tres provincias continúan a la fecha gobernadas por el Partido Justicialista (Formosa, La Pampa y La Rioja). Los cargos electos asumieron el 10 de diciembre de 1983.

## Cronograma
| Distrito                          | Gobernador                | Partido | Partido                     | Diputados | Senadores |
| --------------------------------- | ------------------------- | ------- | --------------------------- | --------- | --------- |
| Buenos Aires (Ver detalle)        | Alejandro Armendáriz      |         | Unión Cívica Radical        | 92        | 46        |
| Capital Federal                   | No elige                  | 60      | No elige                    |           |           |
| Catamarca (Ver detalle)           | Ramón Saadi               |         | Partido Justicialista       | 33        | 16        |
| Chaco (Ver detalle)               | Florencio Tenev           |         | Partido Justicialista       | 30        | No elige  |
| Chubut (Ver detalle)              | Atilio Oscar Viglione     |         | Unión Cívica Radical        | 27        | No elige  |
| Córdoba (Ver detalle)             | Eduardo Angeloz           |         | Unión Cívica Radical        | 36        | 40        |
| Corrientes (Ver detalle)          | José Antonio Romero Feris |         | Partido Autonomista         | 26        | 13        |
| Entre Ríos (Ver detalle)          | Sergio Montiel            |         | Unión Cívica Radical        | 28        | 15        |
| Formosa (Ver detalle)             | Floro Bogado              |         | Partido Justicialista       | 30        | No elige  |
| Jujuy (Ver detalle)               | Carlos Snopek             |         | Partido Justicialista       | 30        | No elige  |
| La Pampa (Ver detalle)            | Rubén Marín               |         | Partido Justicialista       | 21        | No elige  |
| La Rioja (Ver detalle)            | Carlos Menem              |         | Partido Justicialista       | 26        | No elige  |
| Mendoza (Ver detalle)             | Santiago Llaver           |         | Unión Cívica Radical        | 48        | 38        |
| Misiones (Ver detalle)            | Ricardo Barrios Arrechea  |         | Unión Cívica Radical        | 40        | No elige  |
| Neuquén (Ver detalle)             | Felipe Sapag              |         | Movimiento Popular Neuquino | 25        | No elige  |
| Río Negro (Ver detalle)           | Osvaldo Álvarez Guerrero  |         | Unión Cívica Radical        | 36        | No elige  |
| Salta (Ver detalle)               | Roberto Romero            |         | Partido Justicialista       | 132       | 23        |
| San Juan (Ver detalle)            | Leopoldo Bravo            |         | Partido Bloquista           | 30        | No elige  |
| San Luis (Ver detalle)            | Adolfo Rodríguez Saá      |         | Partido Justicialista       | 30        | No elige  |
| Santa Cruz (Ver detalle)          | Arturo Puricelli          |         | Partido Justicialista       | 24        | No elige  |
| Santa Fe (Ver detalle)            | José María Vernet         |         | Partido Justicialista       | 50        | 19        |
| Santiago del Estero (Ver detalle) | Carlos Juárez             |         | Partido Justicialista       | 30        | No elige  |
| Tierra del Fuego                  | No elige                  | 15      | No elige                    |           |           |
| Tucumán (Ver detalle)             | Pedro Fernando Riera      |         | Partido Justicialista       | 40        | 20        |

## Capital Federal
|  | 54,33 % |

|  | 22,99 % |

|  | 6,48 % |

|  | 3,88 % |

|  | 2,82 % |

|  | 2,46 % |

|  | 2,35 % |

|  | 1,81 % |

|  | 1,66 % |

|  | 0,93 % |

|  | 0,30 % |

|  | 92,47 % |

|  | 7,09 % |

|  | 0,44 % |

|  | 85,78 % |

|  | 100 % |

## Tierra del Fuego
|  | 35,22 % |

|  | 34,72 % |

|  | 20,87 % |

|  | 4,29 % |

|  | 1,48 % |

|  | 1,33 % |

|  | 0,72 % |

|  | 0,57 % |

|  | 0,55 % |

|  | 0,25 % |

|  | 73,79 % |

|  | 23,29 % |

|  | 2,92 % |

|  | 90,56 % |

|  | 100 % |